# 仁德里 (臺北市)
仁德里是台北市萬華區龍山次分區轄下的一個里。面積0.1486平方公里，下轄18鄰。2022年止共有人口4,421人。

## 邊界
西側為福音里，北側為新起里，東側為中正區，南側為富福里。